# Bärmühle (Ebersberg)
Bärmühle ist ein Gemeindeteil von Ebersberg im oberbayerischen Landkreis Ebersberg. Die Einöde liegt circa vier Kilometer östlich von Ebersberg.